# Pujilí (kanton)
Pujilí – kanton w Ekwadorze, w prowincji Cotopaxi. Stolicą kantonu jest Pujilí.